# Pireella mariae
Pireella mariae là một loài Rêu trong họ Pterobryaceae. Loài này được (Cardot) Cardot miêu tả khoa học đầu tiên năm 1913.